# زنرینکوکوهوکی
زنرینکوکوهوکی (به ژاپنی: 検索に移動
善隣国宝記 ぜんりんこくほうき) (گنجنامه همسایه خوب) نخستین اثر در مورد تاریخ دیپلماسی در ژاپن به‌شمار می‌رود. این کتاب در
دوره موروماچی و در طی سال‌های ۱۴۶۶ تا ۱۴۷۰ میلادی، در زمان هشتمین شوگون از شوگون‌سالاری آشیکاگا، آشیکاگا یوشی‌ماسا توسط یک سانگها (راهب) فرقه رینزای بنام زوئیکی شوهو سال‌های حیات (۲ ژانویه ۱۳۹۲–۳ ژوئن ۱۴۷۳ میلادی) نوشته شده‌است.